# OSTM (космический аппарат)
OSTM (от англ.  Ocean Surface Topography Mission) (или Jason-2) — высокотехнологичная океанографическая космическая лаборатория, выполняющая миссию по измерению рельефа поверхности мирового океана.
Проект ведут Национальное управление океанических и атмосферных исследований (NOAA), Национальное управление по аэронавтике и исследованию космического пространства (NASA) (США), Национальный центр космический исследований (CNES) (Франция) и Европейская организация эксплуатации метеорологических спутников (Eumetsat).
Предшественниками ИСЗ «OSTM/Jason-2» являлись спутники Topex-Poseidon и «Jason-1».
Спутник выведен на орбиту 20 июня 2008 года с помощью ракеты-носителя Дельта-2.

## Инструменты
- Poseidon-3 — импульсный радиовысотомер, предназначен для измерения расстояния от спутника до океана (изготовлен CNES).
- AMR (Advanced Microwave Radiometer) — усовершенствованный микроволной радиометр, предназначен для измерения количества пара над океаном (изготовлен JPL).